# Угљари
Угљари су насељено мјесто у општини Зворник, Република Српска, БиХ. Према попису становништва из 1991. у насељу је живјело 609 становника.

## Географија
Угљари су средње насељено мјесто у општини Зворник у Републици Српској, које се налази на магистралном путу Бијељина-Зворник-Сарајево. Насеље Угљари, заједно са несељима Буложани и Турски Скочић чини мјесто и мјесну заједницу Скочић. Од Зворника је удаљено 14 км, Бијељине 35 км, Београда 140 км. На источној страни насеље излази на ријеку Дрину и граничи се са Бањом Ковиљачом то јест са Репупликом Србијом. По површини је једно од већих мјеста у општини Зворник.
Насеље је највјероватније добило име по угљу, који се повремено појављује у ријечици Сипуљи, која протиче кроз Угљаре, а извире у рејону Ремин камен-Бијела стијена и улијева се у ријеку Дрину. По другој верзији насеље је добило назив по угљу (ћумуру]), који се некада производио на овом простору и користио се за потребе печења камена кречњака (креча) у предјелима Дебељака, Бијеле стијене, Голе косе и Ремина камена, од 15-18 вијека.
Угљари су познати по руднику кварца Бијела стијена, највећем налазишту кварца, најчистије врсте кристалног камена у Европи, од кога се производе: стакло, најквалитетнији порцелан, шмиргл папир, а веома је заступљен као састојак за производњу фарби за фасаде, разних филтера и пречистача за индустрију и домаћинство, као и у многе друге сврхе у грађевинарству. На обронцима планине Мајевица, која се протеже до Угљара, налази се висораван Костур, огромна камена пећина од бијелог љутог каменаа(кречњака). У близини Костура, на Тојића црквини, налазила се једна од првих цркава у Подрињу коју су Турци порушили до темеља крајем 17 вијека. Поново је изграђена нова црква, стотинак метара даље од темеља старе порушене цркве. Са платоа цркве је предиван поглед на мјесто Скочић, Лозницу, Б. Ковиљачу, Гучево и ријеку Дрину, а види се и велики део Подриња и Семберије.

## Познате личности
Познате личности из овог мјеста су:
- Ристо Тојић 1853-1914, јереј у Козлучкој епархији и један од првих свештеника из овог дијела Подриња. Турци су га пребили и протјерали са парохије, тако да је убрзо после тога умро у избјеглиштву у селу Витинца.
- Перо Симић, публициста, новинар и бивши генерални директор компаније Новости.

## Становништво
| Националност | 1991. |
| Срби         | 506   |
| Муслимани    | 65    |
| Хрвати       | 2     |
| Југословени  | 18    |
| остали       | 18    |
| Укупно       | 609   |

| Демографија | Демографија | Демографија |
| Година      | Становника  | Становника  |
| ----------- | ----------- | ----------- |
| 1948.       | 426         |             |
| 1953.       | 447         |             |
| 1961.       | 530         |             |
| 1971.       | 494         |             |
| 1981.       | 540         |             |
| 1991.       | 608         |             |